# Eumastax minuta
Eumastax minuta är en insektsart som först beskrevs av Bolívar, I. 1881.  Eumastax minuta ingår i släktet Eumastax och familjen Eumastacidae. Inga underarter finns listade i Catalogue of Life.